# Анчоус австралійський
Анчоус австралійський (Engraulis australis) є видом анчоуса родини Engraulidae, що зустрічається біля південно-східної Австралії та навколо Нової Зеландії. Анчоус австралійський харчується планктоном і не має другорядного значення для промислового рибальства. Зазвичай його використовують як приманку.